# Salillas de Jalón
Salillas de Jalón é um município da Espanha na província de Saragoça, comunidade autónoma de Aragão. Tem 2,54 km² de área e em 2021 tinha 338 habitantes (densidade: 133,1 hab./km²).

## Demografia
| Variação demográfica do município entre 1991 e 2004 | Variação demográfica do município entre 1991 e 2004 | Variação demográfica do município entre 1991 e 2004 | Variação demográfica do município entre 1991 e 2004 |
| --------------------------------------------------- | --------------------------------------------------- | --------------------------------------------------- | --------------------------------------------------- |
| 1991                                                | 1996                                                | 2001                                                | 2004                                                |
| 406                                                 | 372                                                 | 352                                                 | 344                                                 |